# الحلال يكسب (فلم)
الحلال يكسب هو فيلم مصري صدر في عام 1985 من بطولة حسين فهمي ومعالي زايد ويونس شلبي وصلاح السعدني.

## القصة
تدور قصة الفيلم حول طبيب القلب (فؤاد) متزوج من (كريمة)، ولكن عندما تأتي إليه مريضة اسمها (شمس) مريضة بالقلب، فيقرر أن يتزوجها ولكن زوجته (كريمة) تعترض على زواجه من (شمس) فيقول لها أنه سيتزوجها ولن يمسها، ومن جهة أخرى يقول لـ(شمس) أن (كريمة) هي أخته، ولكن سرعان ما تعرف (شمس) أن (كريمة) زوجة (فؤاد) وليست أخته تتدهور الأحداث، وفي الأخير يقنعهم ويتزوجهم للإثنين.

## وصلات خارجية
- مقالات تستعمل روابط فنية بلا صلة مع ويكي بيانات